# Lovaart

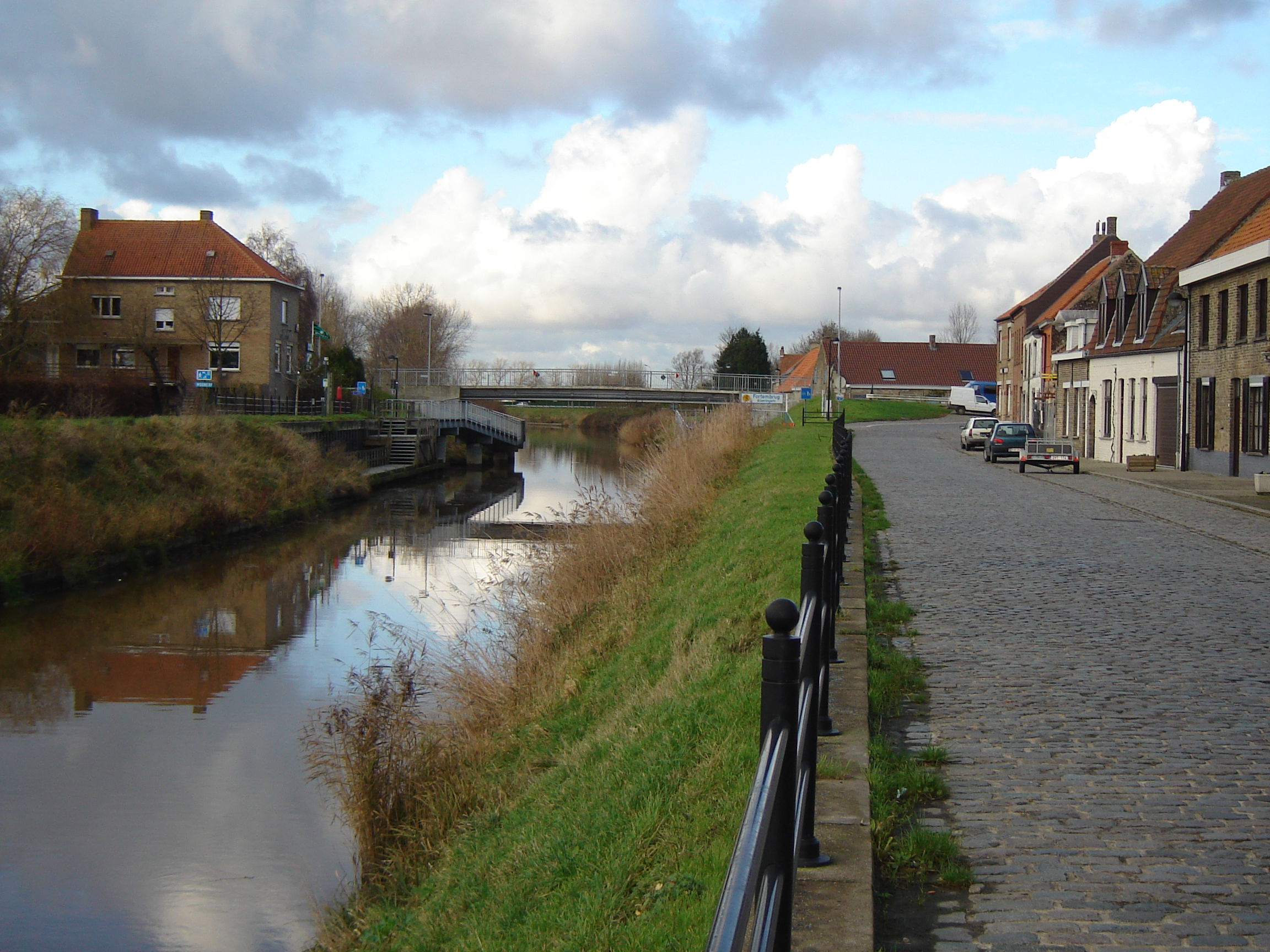
Lovaart ter hoogte van het gehucht Fortem

De Lovaart is een kanaal in de Belgische provincie West-Vlaanderen. Het kanaal vormt een verbinding tussen het Kanaal Nieuwpoort-Duinkerke in de stad Veurne en de rivier de IJzer nabij Fintele in de gemeente Lo-Reninge.
Deze vaart is 14 km lang. Het kanaal werd in de 12de eeuw uitgegraven en bevaarbaar gemaakt. Het diende eveneens als afwatering voor overtollig water uit de IJzer. In de oorsprong werd in het gehucht Fintele, nabij Pollinkhove, een stuw gebouwd. Bij hoge waterstand van de IJzer, worden daar schuiven opengezet, zodat het water kan afvloeien. In de 13de eeuw was het kanaal 2 roeden (7,65 meter) breed gemaakt; in 1622 werd het verder uitgediept.